# Lipsothrix mirabilis
Lipsothrix mirabilis là một loài ruồi trong họ Limoniidae. Chúng phân bố ở miền Cổ bắc.